# Polietina major
Polietina major är en tvåvingeart som beskrevs av Albuquerque 1956. Polietina major ingår i släktet Polietina och familjen husflugor. Inga underarter finns listade i Catalogue of Life.